# Sad Song of Yellow Skin
Sad Song of Yellow Skin je kanadský dokumentární film z roku 1970 o dopadech vietnamské války na děti ulice v Saigonu. Autorem, režisérem i vypravěčem je Michael Rubbo.

## Produkce
Rubbo původně odjel do Vietnamu s cílem natočit dokument o práci Foster Parents Plan s vietnamskými válečnými sirotky. V konfrontaci se situací na místě cítil, že filmu o této humanitární operaci chybí skutečný příběh. Producent NFB, Tom Daly, ho podpořil v jeho úsilí přehodnotit přístup k námětu filmu.
Rubbo se s dětmi, o kterých dokument pojednává, setkal prostřednictvím Dicka Hughese, mladého Američana, který nabídl svůj byt jako bezpečné útočiště pro děti ulice. Hughes byl součástí skupiny amerických studentských novinářů, kteří přijali nový žurnalistický přístup k popisu války - vysoce osobní a zapojený přístup, který měl vliv i na Rubboův vlastní styl tvorby tohoto filmu. Tato skupina mladých novinářů zahrnovala i Johna Steinbecka IV.
V Sad Song of Yellow Skin, Rubbo často komentuje své vlastní akce ve filmu, vyjadřuje své pochybnosti a obavy, připomíná divákovi, že sleduje film, a nikoli objektivní prezentaci reality.

## Ocenění
- Canadian Film Award
- BAFTA Award for Best Documentary
- Melbourne International Film Festival - nejlepší dokument se stopáží nad 30 minut